# Фудбалска репрезентација Југославије 1928.
Фудбалска репрезентација Југославије је 1928. године одиграла четири утакмице, од којих је две добила, а две изгубила са негативном гол-разликом.
Репрезентација је трећи пут учествовала на Олимпијским играма 1928. одржаним у Амстердаму. И овај пут репрезентација је испала у првом колу. Противник је била репрезентација Португала, која је победила са 2:1,. Победоносни погодак је пао у 90 минуту утакмице. У тој утакмици први пут у историји фубалске репрезентације, да је у репрезентацију позван фудбалер који је играо у иностраним клубовима (Ивица Бек, Француска). Други занимљив моменат је било прво искључење неког од фудбалера репрезентацје. У 60 минути искључен је Милутин Ивковић.
Година је почела са две победе. Прва у пријатељској утакмици против Турске 2:1, а друга у традиционалном Купу пријатељских земаља против Румуније 3:1.
Последња утакмица у години је била пријатељска, против Чехословачке у којој је Југославија трећи пут примила 7 голова, а постигла само један.
У репрезентацији су играла 22 играча од којих су седморица били дебитанти.

## Резултати
| #   | Датум        | Противник    | Резултат  | Стрелци | Стадион, Место                 | Глед.  | Судија                 | Састав | Врста | Извор                                      |
| --- | ------------ | ------------ | --------- | --- | ------------------------------ | ------ | ---------------------- | --- | ----- | ------------------------------------------ |
| 24. | 8.04.        | Турска       | 2:1 (2:0) | 1:0 Бабић 34' 2:0Гилер 35', 2:1 Латиф 73'                                                                            | Стадион Конкордије Загреб      | 5.000  | Михаљ Иванчич Мађарска | Шифлиш (САНД 2/0), Ивковић (Југ. 11/0), Белеслин (САНД 1/0), Арсенијевић (БСК 6/0), Димитријевић (Југ. 1/0), Поповић (Југ. 5/0), Марјановић (БСК 5/2, Д. Бабић (Грађански 8/2), Н. Бабић (ХАШК 1/0), Циндрић (Гра. 4/3)), Гилер (Гра. 7/3) Селектор:Др. Анте Пандаковић (10) | ПУ    | [ мртва веза ]                             |
| 25. | 6.05.        | Румунија     | 3:1 (3:0) | 1:0 Сотировић 9' 2:0Марјановић 28', 3:0 Сотировић 40', 3:1 84'                                                       | Стадион ФК Југославије Београд | 5.000  | Михаљ Иванчич Мађарска | Шифлиш (САНД 3/0), Ивковић (Југ. 12/0), Спасојевић (Југ. 1/0), Арсенијевић (БСК 7/0), Маринковић (БСК 1/0), Ђорђрвић (БСК 1/0), Марјановић (БСК 6/3, ЈовановићЈуг. (7/4), Сотировић (БСК 1/2), Драгичевић (БСК 2/0)), Најдановић (БСК 1/0) Селектор:Др. Анте Пандаковић (11) | КПЗ   | [ мртва веза ]                             |
| 26. | 29.05. 16,00 | Португалија  | 1:2 (1:1) | 0:1 В. Силва 25' 1:1Боначић 40', 1:2 А. Силва 90'                                                                    | Алтен стадион Амстердам        | 1.226  | Алфред Бирлем Немачка  | Шифлиш (САНД 4/0), Ивковић (Југ. 13/0 ЦК 60‘), Митровић (БСК 1/0), Арсенијевић (БСК 8/0), Премерл (ХАШК 12/0), Ђорђрвић (БСК 2/0), Сотировић (БСК 2/2), Бек(Сет Фр. 2/0), Боначић (Хај. 6/2), Циндрић (Гра. 5/3), Гилер (Гра. 8/3 Селектор:Др. Анте Пандаковић (12)          | ОИ    | Архивирано на веб-сајту (22. октобар 2009) |
| 27. | 28.10. 16,00 | Чехословачка | 1:7 (1:1) | 0:1 Солтис 13' 1:1Белеслин 19', 1:2 Пуц 65', 1:3 Силни 67‘, 1:4 Бејбл 68‘, 1:5 Белбл 82‘, 1:6 Силни 84‘, 1:7 Пуц 89‘ | Стадион ФК Славије Праг        | 20.000 | Еуген Браун Аустрија   | Шифлиш (САНД 5/0), Ивковић (Југ. 14/0), Петровић (БСК 1/0), Арсенијевић (БСК 9/0), Маринковић (БСК 2/0), Ђорђрвић (БСК 3/0), Марјановић (БСК 7/3), ЈовановићЈуг. (8/4), Сотировић (БСК 3/2), Белеснин (БСК 2/1), Најдановић (БСК 2/0) Селектор:Др. Анте Пандаковић (13)      | ПУ    | [ мртва веза ]                             |

### Биланс репрезентације у 1928 год
| Година | Играла | Добила | Нерешила | Игубила | Голова дала | Голова примила | Гол-разлика |
| ------ | ------ | ------ | -------- | ------- | ----------- | -------------- | ----------- |
| 1928   | 4      | 2      | 0        | 2       | 7           | 11             | -4          |

### Укупан биланс репрезентације 1920 — 1928 год
| Година  | Играла | Добила | Нерешила | Игубила | Голова дала | Голова примила | Гол-разлика |
| ------- | ------ | ------ | -------- | ------- | ----------- | -------------- | ----------- |
| 1928    | 4      | 2      | 0        | 2       | 7           | 11             | -4          |
| 1920-28 | 23     | 6      | 2        | 15      | 36          | 76             | -40         |
| Укупно  | 27     | 8      | 2        | 17      | 43          | 87             | -44         |

### Играли 1928
| ред. бр | Име                    | Клуб        | Играо 1928. | Укупно играо | Голови 1928. | Укупно голова |
| ------- | ---------------------- | ----------- | ----------- | ------------ | ------------ | ------------- |
| 1.      | Милутин Ивковић        | Југославија | 4           | 14           | 0            | 0             |
| 1.      | Геза Шифлиш            | САНД        | 4           | 5            | 0            | 0             |
| 1.      | Милорад Арсенијевић    | БСК         | 4           | 9            | 0            | 0             |
| 4.      | Благоје Марјановић     | БСК         | 3           | 7            | 1            | 3             |
| 4.      | Љубиша Ђорђевић        | БСК         | 3           | 3            | 0            | 0             |
| 4.      | Кузман Сотировић       | БСК         | 3           | 3            | 2            | 2             |
| 7.      | Фрањо Гилер            | Грађански   | 2           | 8            | 1            | 3             |
| 7.      | Драган Јовановић       | Југославија | 2           | 8            | 0            | 4             |
| 7.      | Славин Циндрић         | Грађански   | 2           | 5            | 0            | 3             |
| 7.      | Сава Маринковић        | БСК         | 2           | 2            | 0            | 0             |
| 7.      | Милош Белеслин         | БСК         | 2           | 2            | 1            | 1             |
| 7.      | Драгутин Најдановић    | БСК         | 2           | 2            | 0            | 0             |
| 12.     | Данијел Премерл        | ХАШК        | 1           | 12           | 0            | 0             |
| 12.     | Бранислав Димитријевић | Југославија | 1           | 1            | 0            | 0             |
| 12.     | Стојан Поповић         | Југославија | 1           | 5            | 0            | 0             |
| 12.     | Драгутин Бабић         | Грађански   | 1           | 8            | 1            | 2             |
| 12.     | Никола Бабић           | ХАШК        | 1           | 1            | 0            | 0             |
| 12.     | Мирко Боначић          | Хајдук      | 1           | 6            | 1            | 3             |
| 12.     | Милорад Драгићевић     | БСК         | 1           | 2            | 0            | 0             |
| 12.     | Иван Бек               | БСК         | 1           | 2            | 0            | 0             |
| 12.     | Теофило Спасојевић     | Југославија | 1           | 1            | 0            | 0             |
| 12.     | Бранко Петровић        | Југославија | 1           | 1            | 0            | 0             |
| 12.     | Милорад Митровић       | БСК         | 1           | 1            | 0            | 0             |

### Највише одиграних утакмица 1920 — 1928
| ред. бр | Име                 | Клуб        | Играо 1928. | Укупно играо | Голови 198 | Укупно голова |
| ------- | ------------------- | ----------- | ----------- | ------------ | ---------- | ------------- |
| 1.      | Емил Першка         | Грађански   | 0           | 14           | 0          | 2             |
| 1.      | Милутин Ивковић     | Југославија | 4           | 14           | 0          | 0             |
| 3.      | Стјепан Врбанчић    | ХАШК        | 0           | 12           | 0          | 0             |
| 3.      | Данијел Премерл     | ХАШК        | 1           | 12           | 0          | 0             |
| 5.      | Еуген Дасовић       | ХАШК        | 0           | 10           | 0          | 0             |
| 6.      | Артур Дубравчић     | Конкордија  | 0           | 9            | 0          | 1             |
| 6.      | Рудолф Рупец        | Грађански   | 0           | 9            | 0          | 0             |
| 6.      | Драгутин Фридрих    | ХАШК        | 0           | 9            | 0          | 0             |
| 6.      | Милорад Арсенијевић | БСК         | 4           | 9            | 0          | 0             |
| 10.     | Душан Петковић      | Југославија | 0           | 8            | 0          | 2             |
| 10.     | Драгутин Бабић      | Грађански   | 1           | 8            | 1          | 2             |
| 10.     | Драган Јовановић    | Југославија | 2           | 8            | 0          | 4             |
| 10.     | Фрањо Гилер         | Грађански   | 2           | 8            | 1          | 3             |

### Листа стрелаца 1928
| Пласман | Име                | Клуб      | Играо 1928. | Укупно играо | Голови 1928. | Укупно голова |
| ------- | ------------------ | --------- | ----------- | ------------ | ------------ | ------------- |
| 1.      | Кузман Сотировић   | БСК       | 3           | 3            | 2            | 2             |
| 2.      | Благоје Марјановић | БСК       | 3           | 7            | 1            | 3             |
| 2.      | Фрањо Гилер        | Грађански | 1           | 7            | 1            | 3             |
| 2.      | Мирко Боначић      | Хајдук    | 1           | 6            | 1            | 3             |
| 2.      | Драгутин Бабић     | Грађански | 1           | 7            | 1            | 2             |
| 2.      | Милош Белеслин     | Хајдук    | 1           | 2            | 1            | 1             |

### Листа стрелаца 1920 — 1928
| Пласман | Име                | Клуб        | Играо 1928. | Укупно играо | Голови 1928 | Укупно голова |
| ------- | ------------------ | ----------- | ----------- | ------------ | ----------- | ------------- |
| 1.      | Бранко Зинаја      | ХАШК        | 0           | 6            | 0           | 4             |
| 1.      | Драган Јовановић   | Југославија | 2           | 8            | 0           | 4             |
| 3.      | Владимир Винек     | Конкордија  | 0           | 6            | 0           | 3             |
| 3.      | Славин Циндрић     | Конкордија  | 2           | 5            | 0           | 3             |
| 3.      | Мирко Боначић      | Хајдук      | 1           | 6            | 1           | 3             |
| 3.      | Фрањо Гилер        | Грађански   | 1           | 7            | 1           | 3             |
| 3.      | Благоје Марјановић | БСК         | 3           | 7            | 1           | 3             |
| 8.      | Душан Петковић     | Југославија | 0           | 8            | 0           | 2             |
| 8.      | Геза Шарас Абрахам | Грађански   | 0           | 2            | 0           | 2             |
| 8.      | Адолф Перцл        | Конкордија  | 0           | 2            | 0           | 2             |
| 8.      | Емил Першка        | Грађански   | 0           | 14           | 0           | 2             |
| 8.      | Драгутин Бабић     | Грађански   | 1           | 8            | 1           | 2             |
| 8.      | Кузман Сотировић   | БСК         | 3           | 3            | 2           | 2             |
| 8.      | Љубо Бенчић        | Хајдук      |             | 5            | 0           | 2             |
| 8.      | Артур Дубравчић    | Конкордија  | 0           | 9            | 0           | 1             |
| 8.      | Јован Ружић        | Југославија | 0           | 2            | 0           | 1             |
| 8.      | Јарослав Шифер     | Грађански   | 0           | 6            | 0           | 1             |
| 8.      | Стеван Лубурић     | Југославија | 0           | 4            | 0           | 1             |
| 8.      | Антун Боначић      | Хајдук      | 0           | 4            | 0           | 1             |
| 8.      | Милош Белеслин     | БСК         | 1           | 2            | 1           | 1             |
| 8.      | Укупно (18)        |             |             |              | 7           | 43            |